# Stadspomp (Buren)
De stadspomp in de Nederlandse plaats Buren is een 18e-eeuwse waterpomp. De pomp staat op de Markt, naast de waag en de toren van de Sint-Lambertuskerk.

## Geschiedenis
De huidige waterpomp is vooraf gegaan door een ouder exemplaar uit waarschijnlijk de 16e eeuw. De houten pomp bleek in 1714 in slechte staat te verkeren, waarna een nieuwe pomp werd gebouwd. Ook deze voldeed al snel niet meer en in 1731 besloot de magistraat van Buren dat er een nieuwe stadspomp moest komen. De pomp was van groot belang voor de brandbestrijding en moest een grote koperen vergaarbak krijgen, zodat de brandspuit snel van een grote hoeveelheid water kon worden voorzien. In 1731 begonnen de werkzaamheden waarvoor ambachtslieden uit onder andere Utrecht, Tiel en Tricht werden aangetrokken.
Aanvankelijk was het plan om de pomp direct tegen de traptoren van de kerk te plaatsen, maar al snel werd besloten om er een vrijstaand bouwwerk van te maken.
In 1732 werd de vernieuwde stadspomp opgeleverd.

## Beschrijving
De bakstenen pomp heeft twee geledingen die van elkaar worden gescheiden door een hardstenen lijst. Het piramidevormige, ingezwenkte dakje is van lood gemaakt en heeft een bolletje op de spits staan.
Op de voorzijde van de pomp is een Latijnse tekst aangebracht: Crassante flamma civibus solatio (vertaling: ‘wanneer de vlammen woeden, ben ik de burgers tot troost’). Deze tekst verwijst naar de functie die de pomp had in de brandbestrijding.